# Бурлак-Таминская волость
Бурлак-Таминская во́лость — административно-территориальная единица в составе Перекопского уезда Таврической губернии. Занимала, в основном, северо-западную и северную часть современного Джанкойского района. Образована в 1860-х годах, после земской реформы Александра II из части селений Ишуньской и Джанайской волостей.

## Состав и население волости на 1864 год
Список селений волости на начало 1860-х годов представленный в труде профессора А. Н. Козловского 1867 года «Сведения о количестве и качестве воды в селениях, деревнях и колониях Таврической губернии», содержит 54 селения. Численность населения, согласно «Списку населённых мест Таврической губернии по сведениям 1864 года», составленному по результатам VIII ревизии, составила 1391 человек.
Часть селений к 1864 году уже опустела, в результате эмиграции крымских татар, особенно массовой после Крымской войны 1853—1856 годов, в Турцию и встречается только в книге А. Н. Козловского:

| - Байсары; - Биюк-Джантуган; - Кат; - Кирей; - Кирлеут - Кончи; - Кучук-Джантуган; - Кучук-Найман; | - Кучук-Таганаш; - Кырк; - Самай; - Тогунчи; - Талканджи-Кирей; - Чокур-Карач - Шавва. |

## Волость на 1886 год
На 1886 год, согласно справочнику «Волости и важнѣйшія селенія Европейской Россіи», том VIII, в волости числилось 2650 жителей (1515 мужчин и 1135 женщин), площадь земель составляла 122618 десятин (1125 км²). Имелось 5 сельских обществ, со 105 дворами, в которых проживало 590 жителей (319 мужчин и 271 женщина), владевших 5104 десятинами земли, из которых 1400 десятин — пахотной. Волость существовала до конца 1880-х годов (на 1886 год она ещё фигурирует, а на 1887 год волость уже не существовала). Поселения были переданы, в большинстве, в состав Григоревской и Байгончекской волостей.